# Кривцун, Игорь Витальевич
Кривцун Игорь Витальевич (род. 21 октября 1954, Константиновка) — украинский советский ученый-специалист в области сварки и родственных технологий, 2011 — лауреат Государственной премии Украины в области науки и техники, 2012 — академик Национальной академии наук Украины.

## Биография
В 1976 году окончил Киевский государственный университет имени Т. Шевченко по специальности «общая физика».
В 1984 году прошел аспирантуру в Институте теоретической физики имени М. М. Боголюбова АН Украины. По аспирантуре работает в Институте электросварки им. Е. О. Патона НАН Украины.
В 1987 году защитил диссертацию на степень кандидата физико-математических наук по теме «Теоретическая и математическая физика».
В 2003 году защитил докторскую диссертацию на тему «Комбинированные лазерно-дуговые процессы обработки материалов и устройства для их реализации».
С 2004 года возглавляет отдел физики газового разряда и техники плазмы, с 2008 работает как заместитель директора института по научной работе.
С 2010 года одновременно стал заведовать кафедрой лазерной техники и физико-технических технологий в Киевском политехническом институте.

## Научная деятельность
Проводит теоретическое исследование и математическое моделирование физических явлений в низкотемпературной технологической плазме, таких как:
- сварочные дуги, оптические и другие разряды, плазменные струи;
- процессы взаимодействия электродуговой плазмы и лазерного излучения с материалом, который обрабатывается — в условиях гибридного, дуговой, лазерной и плазменной сварки;
- наплавки и нанесения покрытий.

Развил теорию взаимодействия сфокусированного лазерного излучения и дуговой плазмы с конденсированными средами.
Первым выявил особенности лазерного и комбинированного лазерно-плазменного нагрева частиц в мелкодисперсных металлических и керамических материалов.
Разрабатывал новейшие гибридные процессы:
- лазерно-микроплазменная сварка металлов малых толщин
- лазерно-плазменная порошковая наплавка и напыление керамических материалов,
- лазерно-плазменное нанесение алмазных и алмазоподобных покрытий.

Под его направлениями для реализации данных технологических процессов созданы интегрированные лазерно-дуговые плазмотроны, которые не имеют аналогов в мировой практике.
Написал более 140 научных трудов, из них две монографии, автор пяти патентов.
Как педагог подготовил двух кандидатов наук.
Является членом специализированных ученых советов по защите кандидатских и докторских диссертаций при Институте электросварки им. Патона и Киевском политехническом институте.
Член редакционной коллегии научно-технического журнала «Автоматическая сварка».
Из его трудов, в частности, в 1991 году опубликовано «Численное исследование характеристик разряда в канале лазерно-дугового плазмотрона» — вместе с В. С. Гвоздецким и М. И. Чиженко.

## Награды
- Орден «За заслуги» III степени (23 августа 2024 года) — за значительные заслуги в укреплении украинской государственности, мужество и самоотверженность, проявленные в защите суверенитета и территориальной целостности Украины, весомый личный вклад в развитие различных сфер общественной жизни, добросовестное исполнение профессиональной обязанности[1]